# Mozart Victor Russomano
Mozart Victor Russomano (Pelotas, 5 de julho de 1922 — Pelotas, 17 de outubro de 2010) foi um jurista brasileiro e professor universitário jubilado de direito do trabalho e seguridade social das faculdades de direito da Universidade Federal de Pelotas e da Universidade Federal do Rio Grande do Sul, hoje integrada à UFPel. Também foi professor titular da Universidade de Brasília, de 1973 a 1982.

## Biografia
Russomano era doutor em direito do trabalho pela Universidade Federal do Rio Grande do Sul, título que obteve em 1962, e também foi ministro e presidente do Tribunal Superior do Trabalho.
No ano de 1946 editou A Sinfonia dos Pampas (Echenique & Cia - Pelotas), um poema de dez páginas narrando em prosa o cotidiano do povo gaúcho. Esta obra foi um ensaio literário herdado de seu pai Victor Russomano.
Faleceu no hospital Santa Casa de Misericórdia de Pelotas, por complicações decorrentes de um acidente vascular cerebral, aos 88 anos.
Em 21 de junho de 2013, o Tribunal Regional do Trabalho da 11ª Região inaugurou oficialmente as novas instalações do Fórum Trabalhista de Manaus, o qual, em homenagem, leva o nome de Mozart Victor Russomano.
Pertenceu ao quadro de membros da Academia Brasiliense de Letras, em Brasília.